# Lucas Biglia
Lucas Rodrigo Biglia (Mercedes, 30 gennaio 1986) è un ex calciatore argentino, di ruolo centrocampista.
Con la nazionale argentina si è laureato vicecampione del mondo nel 2014 e vicecampione del Sudamerica nel 2015 e nel 2016.

## Biografia
Ha origini italiane, in quanto i suoi nonni provenivano dalla provincia di Firenze. È soprannominato El Principito.

## Caratteristiche tecniche
Mediano dotato di notevole tecnica, personalità e visione di gioco. Gode di una grande rapidità di pensiero e buona capacità di creare assist decisivi. È inoltre un buon rigorista e tiratore di punizioni.

## Carriera

### Club

#### Gli inizi, Argentinos Juniors
La prima maglia da professionista che veste Lucas Biglia, è la maglia dell'Argentinos Juniors, con cui esordisce il 1º luglio 2004 contro il Talleres Córdoba, nella partita d'andata decisiva per la salvezza che viene vinta proprio dall'Argentinos Juniors per 2-1. Dopo aver vinto anche la partita di ritorno sempre per 2-1, l'Argentinos Juniors ottiene la salvezza e quindi a disputare anche la stagione successiva nel massimo campionato argentino. Esordisce nella Primera División argentina il 14 agosto 2004 nella sconfitta per 1-0 contro il Racing Club de Avellaneda. Il 28 novembre 2004 trova il suo primo gol da professionista nella sconfitta per 3-1 contro l'Huracán de Tres Arroyos. Successivamente viene convocato da Hugo Tocalli per partecipare al Campionato sudamericano di calcio Under-20 2005 in Colombia.

#### Independiente
Dopo aver ottenuto la medaglia di bronzo nel Campionato sudamericano Under-20 insieme all'Argentina U-20, viene acquistato dall'Independiente con il quale esordisce il 26 febbraio 2005 nella sconfitta interna per 1-0 contro il Lanús. Conclude la sua prima stagione con 11 presenze. Inizia la sua seconda stagione con la maglia dell'Independiente nella partita vinta 4-2 contro il Lanús. Chiude la Primera División 2005-2006 giocando ogni partita dell'Independiente.

#### Anderlecht

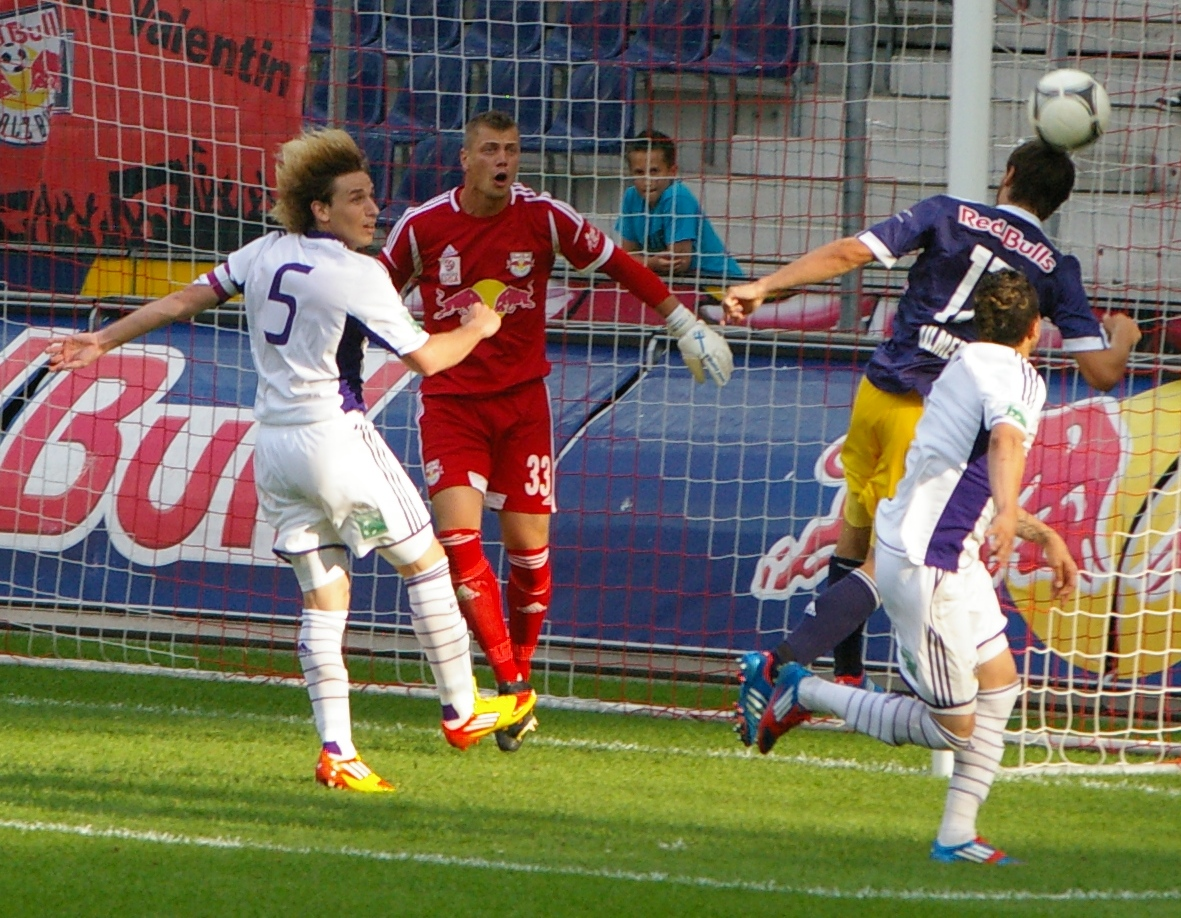
Biglia in un match amichevole contro il Red Bull Salisburgo nel 2012

Nel luglio del 2006 viene acquistato dai belgi dell'Anderlecht, freschi campioni del Belgio, sborsando all'Independiente una cifra vicino ai 3 milioni di euro. Quando la squadra vince la Supercoppa del Belgio, lui non si trovava fra i convocati del tecnico. Successivamente riesce a ritagliarsi un posto da titolare nella squadra. A fine campionato, il 12 maggio 2007, segna il suo primo gol in terra belga contro il Brussels, la partita viene vinta 6-0. Il 19 maggio 2007 vince il suo primo campionato belga.
Apre la sua seconda stagione con l'Anderlecht vincendo la Supercoppa; in quest'edizione rimane in panchina. In questa stagione vince anche la Coppa del Belgio ma non il campionato, vinto dallo Standard Liegi. Conclude la stagione con 42 presenze. Nella terza stagione all'Anderlecht non vince alcun titolo, chiudendo l'annata con 34 presenze e 3 gol. Nelle successive quattro stagioni vince altri tre campionati e altre due Supercoppe, per un totale di quattro Campionati belga, una Coppa del Belgio e tre Supercoppe del Belgio. Nel luglio del 2013 lascia l'Anderlecht dopo sette stagioni e dopo aver disputato 314 partite con la maglia Paars-wit.

#### Lazio
Nel corso dell'estate 2013, si trasferisce alla Lazio firmando un accordo di 5 anni. Esordisce il 18 agosto, nella gara di Supercoppa italiana che la sua nuova squadra perde contro la Juventus (4-0). La settimana seguente fa invece il proprio debutto in Serie A, nella partita con l'Udinese. Segna il primo gol in Italia il 22 dicembre, nella sconfitta (per 4-1) in casa dell'Hellas Verona. Promosso titolare nel ruolo di regista, al termine della stagione 2014-15 disputa la finale di Coppa Italia in cui i romani si arrendono alla Juventus. In seguito alla cessione di Stefano Mauri, diviene il capitano biancoceleste. La prima gara con la fascia al braccio coincide con un altro trofeo perso, sempre ad opera dei bianconeri: la Supercoppa italiana 2015, che vede i torinesi imporsi per 2-0. Il 1º ottobre seguente trova la prima rete con il club in campo europeo, contribuendo alla vittoria in Europa League contro il Saint-Étienne. Nella sfida con l'Atalanta del 21 agosto 2016, raggiunge le 100 presenze con i biancocelesti. Lascia la Lazio al termine della stagione 2016-2017, dopo aver perso in finale di Coppa Italia contro la Juventus.

#### Milan
Dopo il quadriennio nella capitale, il 16 agosto 2017 l'argentino si trasferisce al Milan per 17 milioni più 3 di bonus, firmando un contratto di tre anni sino al 2020. Il 10 febbraio 2018 segna la sua prima rete con il club nella partita contro la SPAL, siglando il gol del momentaneo 3-0 (partita finita poi 4-0). Ritorna al gol su calcio di punizione nella stagione successiva, allo Stadio Bentegodi contro il Chievo, segnando il vantaggio dell'1-0 (partita terminata 2-1 per i rossoneri). Durante il derby di Milano del 17 marzo 2019, vinto 3-2 dall'Inter, Biglia è protagonista di una lite nata sulla panchina rossonera con il compagno di squadra Franck Kessié. I giocatori si scusano reciprocamente dopo la gara, nonostante questo la società punisce entrambi i giocatori con una multa. Nella stagione 2019-2020 finisce ai margini della squadra, dopo che già nell'annata precedente il suo impiego era diminuito, anche a causa di persistenti infortuni. Dopo tre stagioni complessivamente deludenti, non vedendosi rinnovare il contratto, il giocatore lascia il club rossonero.

#### Fatih Karagumruk, Istanbul Basaksehir e ritiro
Il 14 settembre 2020, dopo essere rimasto svincolato, firma per il Fatih Karagümrük, club neopromosso in Süper Lig, il massimo campionato turco. Alla sua seconda partita con la maglia della squadra, inizia ad indossarne la fascia di capitano. Con i rossoneri raccoglie 72 presenze e 5 reti in due stagioni, non rinnovando il contratto in scadenza.
Il 10 giugno 2022, dopo essere rimasto svincolato, firma per l'İstanbul Başakşehir. Con la squadra della capitale turca gioca 42 partite complessivamente nella stagione 2022-2023, al termine della quale decide di non continuare il suo cammino in arancioblu.
Dopo 8 mesi da svincolato, il 3 febbraio 2024 annuncia il ritiro dal calcio giocato.

### Nazionale

#### Giovanile
Nel 2003 fa parte della nazionale argentina Under-17 che si aggiudica il campionato sudamericano di categoria in Bolivia; il giocatore in tale occasione scende in campo in una singola partita. Grazie alla vittoria del torneo, nello stesso anno partecipa anche al campionato mondiale Under-17 in Finlandia, dove disputa 3 partite mettendo a segno una rete; nella rassegna l'Argentina si piazza al terzo posto.
Nel 2005 partecipa sia al campionato sudamericano Under-20 del 2005 in Colombia sia al campionato mondiale Under-20 nei Paesi Bassi; nella prima competizione la nazionale argentina si piazza terzo posto, qualificandosi al campionato del mondo, che poi vincerà a luglio dello stesso anno.

#### Maggiore
Il 9 febbraio 2011, all'età di 25 anni, scende in campo per la prima volta con la maglia della nazionale maggiore argentina in occasione dell'amichevole vinta per 2-1 contro il Portogallo.
A luglio 2011 Biglia partecipa alla Coppa America in Argentina. Gioca la sua prima partita in occasione dell'ultima partita della fase a gironi, vinta per 3-0 contro la Costa Rica. Scende in campo anche in occasione del quarto di finale contro l'Uruguay, da cui l'Argentina viene eliminata ai tiri di rigore con il risultato di 4-5.

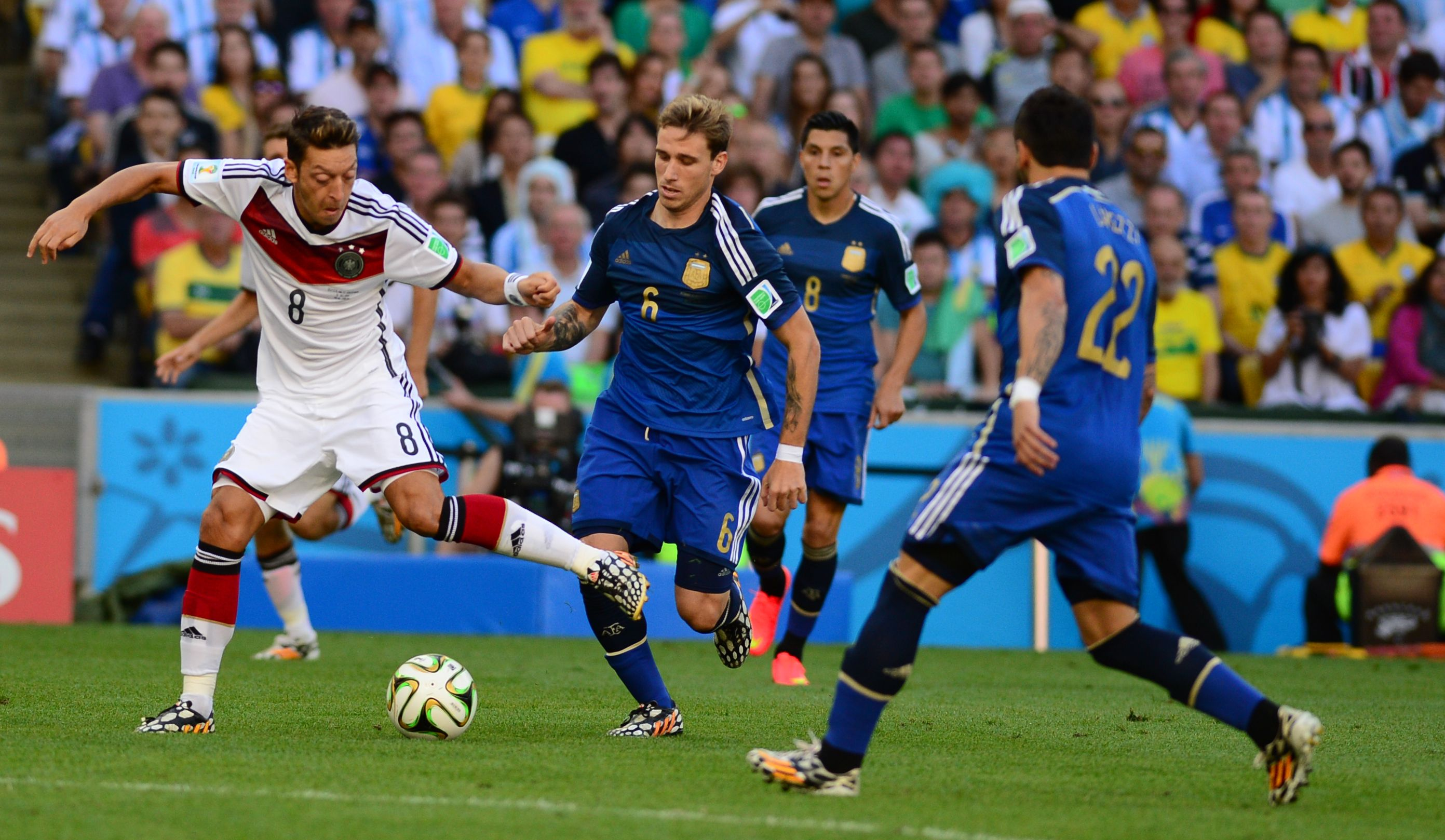
Biglia durante la finale mondiale contro la Germania nel 2014

Nel 2014 viene inserito nella selezione dei 23 giocatori che parteciperanno al campionato del mondo del 2014 in Brasile. Gioca la sua prima partita in un campionato del mondo il 15 giugno 2014, in occasione della vittoria per 2-1 contro la Bosnia ed Erzegovina, subentrando all'87º minuto di gioco. Entra in campo nei minuti conclusivi anche nelle due successive sfide, contro Iran e Nigeria, e durante i supplementari della partita vinta contro la Svizzera, valida per gli ottavi di finale, mentre disputa integralmente, dal primo minuto di gioco, il quarto di finale contro il Belgio, la semifinale vinta ai tiri di rigore contro i Paesi Bassi e la finale del 13 luglio 2014, in cui l'Argentina viene sconfitta per 1-0 dalla Germania dopo i tempi supplementari.
Il 27 maggio 2015 viene inserito nella lista dei 23 giocatori convocati per la Coppa America 2015 in programma in Cile. Scende in campo in occasione in tutte le partite dell'Albiceleste, iniziando dalle tre della fase a gironi, contro il Paraguay, l'Uruguay e la Giamaica. Schierato come titolare anche nel quarto di finale contro la Colombia del 26 giugno successivo, sbaglia uno dei tiri di rigore della serie, ma l'Argentina batte, qualificandosi per le semifinali, i colombiani dal dischetto per 5-4 (0-0 dopo i tempi supplementari). Il 30 giugno disputa la semifinale vinta dall'Argentina contro il Paraguay per 6-1. Il 4 luglio 2015 perde la finale contro i padroni di casa del Cile: conclusa con un pareggio a reti bianche la sfida dopo 120 minuti di gioco, gli argentini escono sconfitti dalla serie di tiri di rigore con il risultato di 4-1.
Il 17 novembre 2015, in occasione della partita di qualificazione al campionato del mondo 2018 contro la Colombia vinta per 1-0, Biglia mette a segno il suo primo gol con la maglia della nazionale argentina. Sarà la sua unica marcatura con la maglia dell'Albiceleste.
Il 31 maggio 2016 viene convocato per la Coppa America Centenario negli Stati Uniti. Dopo aver subito un infortunio pochi giorni prima l'inizio del torneo, che ne mettono in dubbio la partecipazione al torneo, il giocatore esordisce nella manifestazione il 15 giugno 2016, in occasione della terza partita della fase a gironi vinta, per 3-0, contro la Bolivia, subentrando al compagno di squadra Éver Banega all'inizio del secondo tempo. Il 27 giugno successivo perde per la terza volta in tre anni una finale: il Cile vince, ai tiri di rigore, la partita conclusiva del torneo, aggiudicandosi il titolo sudamericano; Biglia, uno dei calciatori argentini designati per calciare dagli undici metri, fallisce il proprio tiro dal dischetto.
Viene poi convocato per il campionato del mondo del 2018, dove gioca solo una partita (la prima della sua squadra), quella pareggiata per 1-1 contro l'Islanda). Al termine della competizione lascia la nazionale.

### Allenatore
Nell’ottobre del 2024 consegue la qualifica UEFA B che consente di essere tesserati come collaboratori negli staff di Serie A e B e di essere allenatori in seconda in Serie C oltre a poter allenare tutte le prime squadre fino alla Serie D.

## Statistiche

### Presenze e reti nei club
Statistiche aggiornate al 26 luglio 2023.
| Stagione                | Squadra                 | Campionato              | Campionato | Campionato | Coppe nazionali | Coppe nazionali | Coppe nazionali | Coppe continentali | Coppe continentali | Coppe continentali | Altre coppe | Altre coppe | Altre coppe | Totale | Totale |
| Stagione                | Squadra                 | Comp                    | Pres       | Reti       | Comp            | Pres            | Reti            | Comp               | Pres               | Reti               | Comp        | Pres        | Reti        | Pres   | Reti   |
| ----------------------- | ----------------------- | ----------------------- | ---------- | ---------- | --------------- | --------------- | --------------- | ------------------ | ------------------ | ------------------ | ----------- | ----------- | ----------- | ------ | ------ |
| 2003-2004               | Argentinos Juniors      | PBN                     | 0+2        | 0+0        | -               | -               | -               | -                  | -                  | -                  | -           | -           | -           | 2      | 0      |
| 2004-gen. 2005          | Argentinos Juniors      | PD                      | 15         | 1          | -               | -               | -               | -                  | -                  | -                  | -           | -           | -           | 15     | 1      |
| Totale Argentinos Jrs   | Totale Argentinos Jrs   | Totale Argentinos Jrs   | 15+2       | 1+0        |                 | -               | -               |                    | -                  | -                  |             | -           | -           | 17     | 1      |
| gen.-giu. 2005          | Independiente           | PD                      | 11         | 0          | -               | -               | -               | -                  | -                  | -                  | -           | -           | -           | 11     | 0      |
| 2005-2006               | Independiente           | PD                      | 38         | 0          | -               | -               | -               | -                  | -                  | -                  | -           | -           | -           | 38     | 0      |
| Totale Independiente    | Totale Independiente    | Totale Independiente    | 49         | 0          |                 | -               | -               |                    | -                  | -                  |             | -           | -           | 49     | 0      |
| 2006-2007               | Anderlecht              | PL                      | 33         | 1          | CB              | 6               | 0               | UCL                | 6                  | 0                  | SB          | 1           | 0           | 46     | 1      |
| 2007-2008               | Anderlecht              | PL                      | 30         | 1          | CB              | 7               | 0               | UCL+CU             | 2+10               | 0                  | SB          | 1           | 0           | 50     | 1      |
| 2008-2009               | Anderlecht              | PL                      | 30+2       | 2+0        | CB              | 1               | 0               | UCL                | 1                  | 1                  | SB          | 1           | 0           | 35     | 3      |
| 2009-2010               | Anderlecht              | PL                      | 25+9       | 1+0        | CB              | 2               | 1               | UCL+UEL            | 3+9                | 0+2                | -           | -           | -           | 48     | 4      |
| 2010-2011               | Anderlecht              | PL                      | 21+5       | 0+0        | CB              | 1               | 0               | UCL+UEL            | 2+5                | 0                  | SB          | 1           | 0           | 35     | 0      |
| 2011-2012               | Anderlecht              | PL                      | 21+9       | 2+0        | CB              | 1               | 0               | UEL                | 7                  | 0                  | -           | -           | -           | 38     | 2      |
| 2012-2013               | Anderlecht              | PL                      | 27+9       | 4+1        | CB              | 4               | 0               | UCL                | 10                 | 0                  | SB          | 1           | 0           | 51     | 5      |
| Totale Anderlecht       | Totale Anderlecht       | Totale Anderlecht       | 187+34     | 11+1       |                 | 22              | 1               |                    | 55                 | 3                  |             | 5           | 0           | 303    | 16     |
| 2013-2014               | Lazio                   | A                       | 26         | 2          | CI              | 1               | 0               | UEL                | 4                  | 0                  | SI          | 1           | 0           | 32     | 2      |
| 2014-2015               | Lazio                   | A                       | 27         | 3          | CI              | 4               | 1               | -                  | -                  | -                  | -           | -           | -           | 31     | 4      |
| 2015-2016               | Lazio                   | A                       | 27         | 4          | CI              | 2               | 0               | UCL+UEL            | 1+5                | 0+1                | SI          | 1           | 0           | 36     | 5      |
| 2016-2017               | Lazio                   | A                       | 29         | 4          | CI              | 5               | 1               | -                  | -                  | -                  | -           | -           | -           | 34     | 5      |
| Totale Lazio            | Totale Lazio            | Totale Lazio            | 109        | 13         |                 | 12              | 2               |                    | 10                 | 1                  |             | 2           | 0           | 133    | 16     |
| 2017-2018               | Milan                   | A                       | 28         | 1          | CI              | 4               | 0               | UEL                | 5                  | 0                  | -           | -           | -           | 37     | 1      |
| 2018-2019               | Milan                   | A                       | 16         | 1          | CI              | 1               | 0               | UEL                | 2                  | 0                  | SI          | -           | -           | 19     | 1      |
| 2019-2020               | Milan                   | A                       | 14         | 0          | CI              | 0               | 0               | -                  | -                  | -                  | -           | -           | -           | 14     | 0      |
| Totale Milan            | Totale Milan            | Totale Milan            | 58         | 2          |                 | 5               | 0               |                    | 7                  | 0                  |             | -           | -           | 70     | 2      |
| 2020-2021               | Fatih Karagümrük        | SL                      | 35         | 3          | CT              | 0               | 0               | -                  | -                  | -                  | -           | -           | -           | 35     | 3      |
| 2021-2022               | Fatih Karagümrük        | SL                      | 33         | 1          | CT              | 4               | 1               | -                  | -                  | -                  | -           | -           | -           | 37     | 2      |
| Totale Fatih Karagümrük | Totale Fatih Karagümrük | Totale Fatih Karagümrük | 68         | 4          |                 | 4               | 1               |                    | -                  | -                  |             | -           | -           | 72     | 5      |
| 2022-2023               | İstanbul Başakşehir     | SL                      | 25         | 0          | CT              | 5               | 0               | UECL               | 12                 | 0                  | -           | -           | -           | 42     | 0      |
| Totale carriera         | Totale carriera         | Totale carriera         | 522        | 32         |                 | 45              | 4               |                    | 72                 | 4                  |             | 7           | 0           | 646    | 40     |

### Cronologia presenze e reti in nazionale
| Cronologia completa delle presenze e delle reti in nazionale ― Argentina | Cronologia completa delle presenze e delle reti in nazionale ― Argentina | Cronologia completa delle presenze e delle reti in nazionale ― Argentina | Cronologia completa delle presenze e delle reti in nazionale ― Argentina | Cronologia completa delle presenze e delle reti in nazionale ― Argentina | Cronologia completa delle presenze e delle reti in nazionale ― Argentina | Cronologia completa delle presenze e delle reti in nazionale ― Argentina | Cronologia completa delle presenze e delle reti in nazionale ― Argentina |
| Data                                                                     | Città                                                                    | In casa                                                                  | Risultato                                                                | Ospiti                                                                   | Competizione                                                             | Reti                                                                     | Note                                                                     |
| ------------------------------------------------------------------------ | ------------------------------------------------------------------------ | ------------------------------------------------------------------------ | ------------------------------------------------------------------------ | ------------------------------------------------------------------------ | ------------------------------------------------------------------------ | ------------------------------------------------------------------------ | ------------------------------------------------------------------------ |
| 9-2-2011                                                                 | Ginevra                                                                  | Argentina                                                                | 2 – 1                                                                    | Portogallo                                                               | Amichevole                                                               | -                                                                        | 79’                                                                      |
| 26-3-2011                                                                | East Rutherford                                                          | Stati Uniti                                                              | 1 – 1                                                                    | Argentina                                                                | Amichevole                                                               | -                                                                        | 75’                                                                      |
| 29-3-2011                                                                | San José                                                                 | Costa Rica                                                               | 0 – 0                                                                    | Argentina                                                                | Amichevole                                                               | -                                                                        |                                                                          |
| 20-6-2011                                                                | Buenos Aires                                                             | Argentina                                                                | 4 – 0                                                                    | Albania                                                                  | Amichevole                                                               | -                                                                        | 46’                                                                      |
| 11-7-2011                                                                | Córdoba                                                                  | Argentina                                                                | 3 – 0                                                                    | Costa Rica                                                               | Coppa America 2011 - 1º turno                                            | -                                                                        | 79’ 90’                                                                  |
| 16-7-2011                                                                | Santa Fe                                                                 | Argentina                                                                | 1 – 1 dts (4 – 5 dtr)                                                    | Uruguay                                                                  | Coppa America 2011 - Quarti di finale                                    | -                                                                        | 97’                                                                      |
| 7-9-2012                                                                 | Córdoba                                                                  | Argentina                                                                | 3 – 1                                                                    | Paraguay                                                                 | Qual. Mondiali 2014                                                      | -                                                                        | 89’                                                                      |
| 7-6-2013                                                                 | Buenos Aires                                                             | Argentina                                                                | 0 – 0                                                                    | Colombia                                                                 | Qual. Mondiali 2014                                                      | -                                                                        | 41’                                                                      |
| 11-6-2013                                                                | Quito                                                                    | Ecuador                                                                  | 1 – 1                                                                    | Argentina                                                                | Qual. Mondiali 2014                                                      | -                                                                        | 76’                                                                      |
| 14-6-2013                                                                | Città del Guatemala                                                      | Guatemala                                                                | 0 – 4                                                                    | Argentina                                                                | Amichevole                                                               | -                                                                        | 46’                                                                      |
| 14-8-2013                                                                | Roma                                                                     | Italia                                                                   | 1 – 2                                                                    | Argentina                                                                | Amichevole                                                               | -                                                                        |                                                                          |
| 10-9-2013                                                                | Asunción                                                                 | Paraguay                                                                 | 2 – 5                                                                    | Argentina                                                                | Qual. Mondiali 2014                                                      | -                                                                        |                                                                          |
| 11-10-2013                                                               | Buenos Aires                                                             | Argentina                                                                | 3 – 1                                                                    | Perù                                                                     | Qual. Mondiali 2014                                                      | -                                                                        |                                                                          |
| 15-10-2013                                                               | Montevideo                                                               | Uruguay                                                                  | 3 – 2                                                                    | Argentina                                                                | Qual. Mondiali 2014                                                      | -                                                                        |                                                                          |
| 15-11-2013                                                               | East Rutherford                                                          | Ecuador                                                                  | 0 – 0                                                                    | Argentina                                                                | Amichevole                                                               | -                                                                        | 69’                                                                      |
| 18-11-2013                                                               | Saint Louis                                                              | Argentina                                                                | 2 – 0                                                                    | Bosnia ed Erzegovina                                                     | Amichevole                                                               | -                                                                        | 72’                                                                      |
| 5-3-2014                                                                 | Bucarest                                                                 | Romania                                                                  | 0 – 0                                                                    | Argentina                                                                | Amichevole                                                               | -                                                                        | 57’                                                                      |
| 4-6-2014                                                                 | Buenos Aires                                                             | Argentina                                                                | 3 – 0                                                                    | Trinidad e Tobago                                                        | Amichevole                                                               | -                                                                        | 46’                                                                      |
| 7-6-2014                                                                 | La Plata                                                                 | Argentina                                                                | 2 – 0                                                                    | Slovenia                                                                 | Amichevole                                                               | -                                                                        | 14’                                                                      |
| 15-6-2014                                                                | Rio de Janeiro                                                           | Argentina                                                                | 2 – 1                                                                    | Bosnia ed Erzegovina                                                     | Mondiali 2014 - 1º turno                                                 | -                                                                        | 87’                                                                      |
| 21-6-2014                                                                | Belo Horizonte                                                           | Argentina                                                                | 1 – 0                                                                    | Iran                                                                     | Mondiali 2014 - 1º turno                                                 | -                                                                        | 90+4’                                                                    |
| 25-6-2014                                                                | Porto Alegre                                                             | Nigeria                                                                  | 2 – 3                                                                    | Argentina                                                                | Mondiali 2014 - 1º turno                                                 | -                                                                        | 90+1’                                                                    |
| 1-7-2014                                                                 | San Paolo                                                                | Argentina                                                                | 1 – 0 dts                                                                | Svizzera                                                                 | Mondiali 2014 - Ottavi di finale                                         | -                                                                        | 106’                                                                     |
| 5-7-2014                                                                 | Brasilia                                                                 | Argentina                                                                | 1 – 0                                                                    | Belgio                                                                   | Mondiali 2014 - Quarti di finale                                         | -                                                                        | 75’                                                                      |
| 9-7-2014                                                                 | San Paolo                                                                | Paesi Bassi                                                              | 0 – 0 dts (2 – 4 dtr)                                                    | Argentina                                                                | Mondiali 2014 - Semifinale                                               | -                                                                        |                                                                          |
| 13-7-2014                                                                | Rio de Janeiro                                                           | Germania                                                                 | 1 – 0 dts                                                                | Argentina                                                                | Mondiali 2014 - Finale                                                   | -                                                                        |                                                                          |
| 3-9-2014                                                                 | Düsseldorf                                                               | Germania                                                                 | 2 – 4                                                                    | Argentina                                                                | Amichevole                                                               | -                                                                        |                                                                          |
| 18-11-2014                                                               | Manchester                                                               | Argentina                                                                | 0 – 1                                                                    | Portogallo                                                               | Amichevole                                                               | -                                                                        |                                                                          |
| 31-3-2015                                                                | East Rutherford                                                          | Argentina                                                                | 2 – 1                                                                    | Ecuador                                                                  | Amichevole                                                               | -                                                                        |                                                                          |
| 13-6-2015                                                                | La Serena                                                                | Argentina                                                                | 2 – 2                                                                    | Paraguay                                                                 | Coppa America 2015 - 1º turno                                            | -                                                                        | 80’                                                                      |
| 16-6-2015                                                                | La Serena                                                                | Argentina                                                                | 1 – 0                                                                    | Uruguay                                                                  | Coppa America 2015 - 1º turno                                            | -                                                                        |                                                                          |
| 20-6-2015                                                                | Viña del Mar                                                             | Argentina                                                                | 1 – 0                                                                    | Giamaica                                                                 | Coppa America 2015 - 1º turno                                            | -                                                                        |                                                                          |
| 26-6-2015                                                                | Viña del Mar                                                             | Argentina                                                                | 0 – 0 (5 – 4 dtr)                                                        | Colombia                                                                 | Coppa America 2015 - Quarti di finale                                    | -                                                                        |                                                                          |
| 30-6-2015                                                                | Concepción                                                               | Argentina                                                                | 6 – 1                                                                    | Paraguay                                                                 | Coppa America 2015 - Semifinale                                          | -                                                                        | 13’                                                                      |
| 4-7-2015                                                                 | Santiago del Cile                                                        | Cile                                                                     | 0 – 0 dts (4 – 1 dtr)                                                    | Argentina                                                                | Coppa America 2015 - Finale                                              | -                                                                        |                                                                          |
| 8-10-2015                                                                | Buenos Aires                                                             | Argentina                                                                | 0 – 2                                                                    | Ecuador                                                                  | Qual. Mondiali 2018                                                      | -                                                                        |                                                                          |
| 13-11-2015                                                               | Buenos Aires                                                             | Argentina                                                                | 1 – 1                                                                    | Brasile                                                                  | Qual. Mondiali 2018                                                      | -                                                                        |                                                                          |
| 17-11-2015                                                               | Barranquilla                                                             | Colombia                                                                 | 0 – 1                                                                    | Argentina                                                                | Qual. Mondiali 2018                                                      | 1                                                                        |                                                                          |
| 24-3-2016                                                                | Santiago del Cile                                                        | Cile                                                                     | 1 – 2                                                                    | Argentina                                                                | Qual. Mondiali 2018                                                      | -                                                                        |                                                                          |
| 29-3-2016                                                                | Córdoba                                                                  | Argentina                                                                | 2 – 0                                                                    | Bolivia                                                                  | Qual. Mondiali 2018                                                      | -                                                                        |                                                                          |
| 27-5-2016                                                                | San Juan                                                                 | Argentina                                                                | 1 – 0                                                                    | Honduras                                                                 | Amichevole                                                               | -                                                                        | 30’                                                                      |
| 15-6-2016                                                                | Seattle                                                                  | Argentina                                                                | 3 – 0                                                                    | Bolivia                                                                  | Coppa America Centenario - 1º turno                                      | -                                                                        | 46’                                                                      |
| 19-6-2016                                                                | Foxborough                                                               | Argentina                                                                | 4 – 1                                                                    | Venezuela                                                                | Coppa America Centenario - Quarti di finale                              | -                                                                        | 80’                                                                      |
| 22-6-2016                                                                | Houston                                                                  | Stati Uniti                                                              | 0 – 4                                                                    | Argentina                                                                | Coppa America Centenario - Semifinale                                    | -                                                                        | 59’                                                                      |
| 27-6-2016                                                                | East Rutherford                                                          | Argentina                                                                | 0 – 0 dts (2 – 4 dtr)                                                    | Cile                                                                     | Coppa America Centenario - Finale                                        | -                                                                        |                                                                          |
| 1-9-2016                                                                 | Mendoza                                                                  | Argentina                                                                | 1 – 0                                                                    | Uruguay                                                                  | Qual. Mondiali 2018                                                      | -                                                                        |                                                                          |
| 6-9-2016                                                                 | Mérida                                                                   | Venezuela                                                                | 2 – 2                                                                    | Argentina                                                                | Qual. Mondiali 2018                                                      | -                                                                        | 71’                                                                      |
| 10-11-2016                                                               | Belo Horizonte                                                           | Brasile                                                                  | 3 – 0                                                                    | Argentina                                                                | Qual. Mondiali 2018                                                      | -                                                                        | 84’                                                                      |
| 15-11-2016                                                               | San Juan                                                                 | Argentina                                                                | 3 – 0                                                                    | Colombia                                                                 | Qual. Mondiali 2018                                                      | -                                                                        |                                                                          |
| 24-3-2017                                                                | Buenos Aires                                                             | Argentina                                                                | 1 – 0                                                                    | Cile                                                                     | Qual. Mondiali 2018                                                      | -                                                                        | 90+5’                                                                    |
| 9-6-2017                                                                 | Melbourne                                                                | Brasile                                                                  | 0 – 1                                                                    | Argentina                                                                | Amichevole                                                               | -                                                                        |                                                                          |
| 13-6-2017                                                                | Singapore                                                                | Singapore                                                                | 0 – 6                                                                    | Argentina                                                                | Amichevole                                                               | -                                                                        | 46’                                                                      |
| 1-9-2017                                                                 | Montevideo                                                               | Uruguay                                                                  | 0 – 0                                                                    | Argentina                                                                | Qual. Mondiali 2018                                                      | -                                                                        |                                                                          |
| 6-10-2017                                                                | Buenos Aires                                                             | Argentina                                                                | 0 – 0                                                                    | Perù                                                                     | Qual. Mondiali 2018                                                      | -                                                                        | 14’                                                                      |
| 11-10-2017                                                               | Quito                                                                    | Ecuador                                                                  | 1 – 3                                                                    | Argentina                                                                | Qual. Mondiali 2018                                                      | -                                                                        | 61’                                                                      |
| 23-3-2018                                                                | Manchester                                                               | Argentina                                                                | 2 – 0                                                                    | Italia                                                                   | Amichevole                                                               | -                                                                        |                                                                          |
| 27-3-2018                                                                | Madrid                                                                   | Spagna                                                                   | 6 – 1                                                                    | Argentina                                                                | Amichevole                                                               | -                                                                        |                                                                          |
| 16-6-2018                                                                | Mosca                                                                    | Argentina                                                                | 1 – 1                                                                    | Islanda                                                                  | Mondiali 2018 - 1º turno                                                 | -                                                                        | 54’                                                                      |
| Totale                                                                   |                                                                          | Presenze                                                                 | 58                                                                       |                                                                          | Reti                                                                     | 1                                                                        |                                                                          |

## Palmarès

### Club
- Campionato belga: 4

Anderlecht: 2006-2007, 2009-2010, 2011-2012, 2012-2013
- Coppa del Belgio: 1

Anderlecht: 2007-2008
- Supercoppa belga: 4

Anderlecht: 2006, 2007, 2010, 2012

### Nazionale
- Campionato sudamericano Under-17: 1

Bolivia 2003
- Campionato mondiale Under-20: 1

Paesi Bassi 2005

### Individuale
- Miglior giovane del campionato belga: 1

2006-2007